# Paul Andersson (ishockeyspelare)
Paul Anders Corny Andersson Everberg, född 7 november 1964, svensk före detta ishockeyspelare (forward). 
Andersson fostrades i Rögle BK från Ängelholm. Han spelade i Tre Kronor elva gånger.
Han är far till ishockeyspelaren Dennis Everberg som spelar för Colorado Avalanche i National Hockey League (NHL).

## Klubbar
- Västerås IK (1999/2000)
- Västerås IK (1991/1992-1997/1998)
- Västra Frölunda HC (1986/1987-1989/1990)
- Rögle BK moderklubb